# Октаэдр

Описанная сфера октаэдра

Окта́эдр (греч. οκτάεδρον от οκτώ «восемь» + έδρα «основание») — многогранник с восемью гранями.
Пра́вильный окта́эдр является одним из пяти выпуклых правильных многогранников, так называемых платоновых тел; его грани — восемь равносторонних треугольников. Правильный октаэдр:
- двойственен кубу;
- полное усечение тетраэдра;
- квадратная бипирамида в любом из трёх ортогональных направлений;
- треугольная антипризма в любом из четырёх направлений;
- трёхмерный шар в метрике городских кварталов.

Октаэдр — трёхмерный вариант более общего понятия гипероктаэдр.

## Правильный октаэдр
Правильный октаэдр имеет 8 треугольных граней, 12 рёбер, 6 вершин, в каждой его вершине сходятся 4 ребра.

### Размеры
Если длина ребра октаэдра равна а, то радиус сферы, описанной вокруг октаэдра, равен:
радиус вписанной в октаэдр сферы может быть вычислен по формуле:
двугранный угол: {\textstyle \alpha =2\varphi \approx 109,47^{\circ }}, где {\textstyle \varphi =\arccos \left({\frac {\sqrt {3}}{3}}\right)}.
Радиус полувписанной сферы, которая касается всех рёбер, равен
{\displaystyle r_{m}={\frac {a}{2}}=0.5\cdot a}

### Ортогональные проекции
Октаэдр имеет четыре специальные ортогональных проекции, центрированные ребром, вершиной, гранью и нормалью к грани. Второй и третий случай соответствуют плоскостям Коксетера B2 и A2.
| Центрированы          | Ребром | Нормалью к грани | Вершиной | Гранью |
| --------------------- | ------ | ---------------- | -------- | ------ |
| Образ                 |        |                  |          |        |
| Проективная симметрия | [2]    | [2]              | [4]      | [6]    |

### Сферическая мозаика
Октаэдр можно представить, как сферическую мозаику и спроецировать на плоскость с помощью стереографической проекции. Эта проекция конформна, сохраняет углы, но не длины и площадь. Отрезки на сфере отображаются в дуги окружностей на плоскости.
|                        | треугольно-центрированная  |
| Ортогональная проекция | Стереографическая проекция |

### Декартовы координаты
Октаэдр с длиной ребра {\textstyle {\sqrt {2}}} может быть помещён в начало координат, так что его вершины будут лежать на осях координат. Декартовы координаты вершин тогда будут
(±1, 0, 0);
(0, ±1, 0);
(0, 0, ±1).
В x-y-z прямоугольной системе координат октаэдр с центром в точке (a, b, c) и радиусом r — это множество всех точек (x, y, z), таких, что
{\displaystyle \left|x-a\right|+\left|y-b\right|+\left|z-c\right|=r.}

### Площадь и объём
Площадь полной поверхности правильного октаэдра с длиной ребра a равна
{\displaystyle S=2a^{2}{\sqrt {3}}\approx 3.46410162a^{2}}
Объём октаэдра (V) вычисляется по формуле:
{\displaystyle V={\begin{matrix}{1 \over 3}\end{matrix}}{\sqrt {2}}a^{3}\approx 0.471404521a^{3}}
Таким образом, объём октаэдра в четыре раза больше объёма тетраэдра с той же длиной ребра, в то время как площадь поверхности вдвое больше (поскольку поверхность состоит из 8 треугольников, а у тетраэдра — из четырёх).
Если октаэдр растянуть, чтобы выполнялось равенство:
{\displaystyle \left|{\frac {x}{x_{m}}}\right|+\left|{\frac {y}{y_{m}}}\right|+\left|{\frac {z}{z_{m}}}\right|=1,}
формулы для поверхности и объёма превращаются в:
{\displaystyle A=4\,x_{m}\,y_{m}\,z_{m}\times {\sqrt {{\frac {1}{x_{m}^{2}}}+{\frac {1}{y_{m}^{2}}}+{\frac {1}{z_{m}^{2}}}}}}
{\displaystyle V={\frac {4}{3}}\,x_{m}\,y_{m}\,z_{m}}
Кроме того, тензор моментов инерции растянутого октаэдра будет равен:
{\displaystyle I={\begin{bmatrix}{\frac {1}{10}}m(y_{m}^{2}+z_{m}^{2})&0&0\\0&{\frac {1}{10}}m(x_{m}^{2}+z_{m}^{2})&0\\0&0&{\frac {1}{10}}m(x_{m}^{2}+y_{m}^{2})\end{bmatrix}}}
Он сводится к уравнению для правильного октаэдра, когда:{\textstyle x_{m}=y_{m}=z_{m}=a\,{\frac {\sqrt {2}}{2}}}

### Геометрические связи

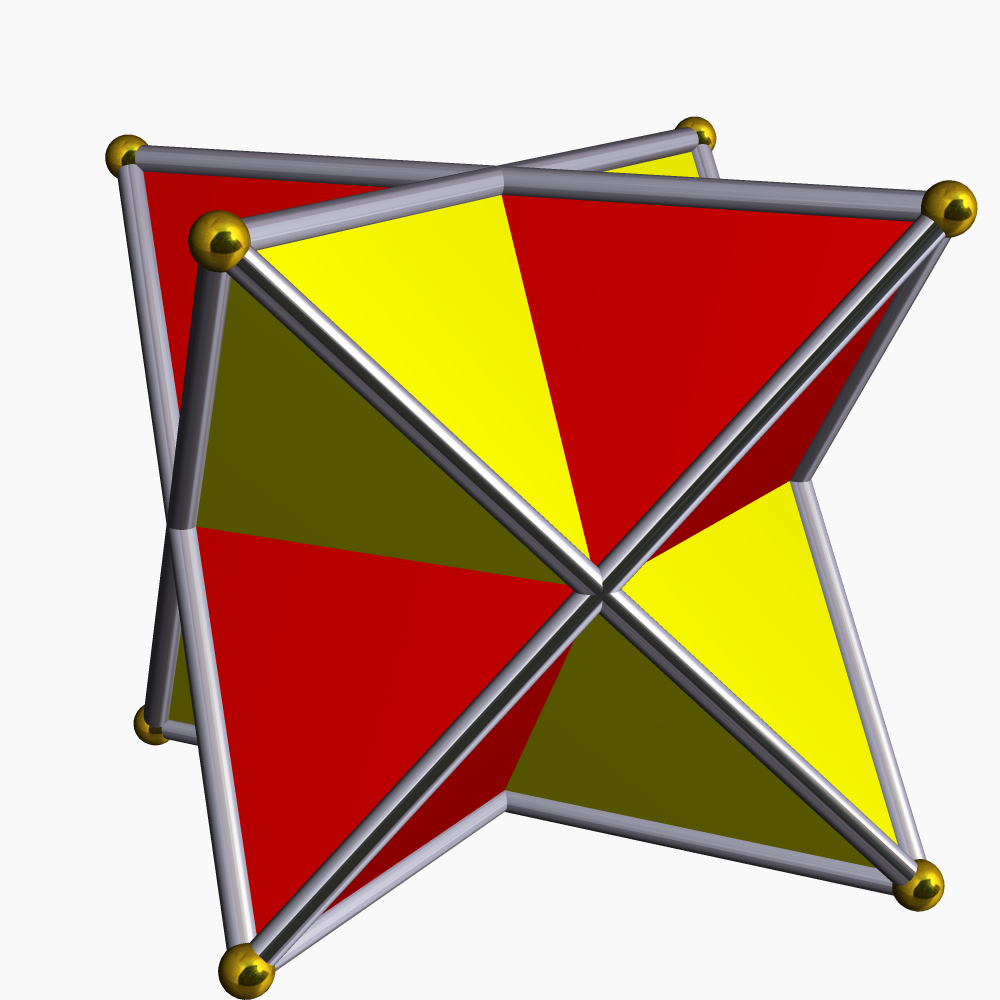
Октаэдр представляет собой пересечение двух тетраэдров

Внутренняя (общая) часть конфигурации из двух двойственных тетраэдров является октаэдром, а сама эта конфигурация называется звёздчатым октаэдром (лат.: stella octangula). Конфигурация является единственной звёздчатой формой октаэдра. Соответственно, правильный октаэдр является результатом отсечения от правильного тетраэдра четырёх правильных тетраэдров с половиной длины ребра (то есть полного усечения тетраэдра). Вершины октаэдра лежат на серединах рёбер тетраэдра и октаэдр связан с тетраэдром тем же образом, как кубооктаэдр и икосододекаэдр связаны с остальными платоновыми телами. Можно разделить рёбра октаэдра в отношении золотого сечения для определения вершин икосаэдра. Для этого следует расположить вектора на рёбрах, так, чтобы все грани были окружены циклами. Затем делим каждое ребро в золотом отношении вдоль векторов. Полученные точки являются вершинами икосаэдра.
Октаэдры и тетраэдры можно чередовать, чтобы построить однородные относительно вершин, рёбер и граней соты, которые Фуллер назвал октетной связкой. Это единственные соты, позволяющие регулярную укладку в кубе, и они являются одним из 28 видов выпуклых однородных сот.
Октаэдр уникален среди платоновых тел в том, что только он имеет чётное число граней при каждой вершине. Кроме того, это единственный член этой группы, который имеет плоскости симметрии, не пересекающие ни одну грань.
Если использовать стандартную терминологию многогранников Джонсона, октаэдр можно назвать квадратной бипирамидой. Усечение двух противоположных вершин приводит к усечённой бипирамиде.
Октаэдр является 4-связным. Это значит, что нужно удалить четыре вершины, чтобы разъединить оставшиеся. Это один из всего лишь четырёх 4-связных симплициальных хорошо покрытых многогранников, что означает, что все наибольшие независимые множества вершин имеют один и тот же размер. Другие три многогранника с этим свойством — пятиугольная бипирамида, плосконосый двуклиноид и нерегулярный многогранник с 12 вершинами и 20 треугольными гранями.
- Октаэдр можно вписать в тетраэдр, притом четыре из восьми граней октаэдра будут совмещены с четырьмя гранями тетраэдра, все шесть вершин октаэдра будут совмещены с центрами шести ребер тетраэдра.
- Октаэдр можно вписать в куб, притом все шесть вершин октаэдра будут совмещены с центрами шести граней куба.
- В октаэдр можно вписать куб, притом все восемь вершин куба будут расположены в центрах восьми граней октаэдра.

### Однородное раскрашивание и симметрия
Имеется 3 однородных раскрашивания октаэдра, названных по их цветам граней: 1212, 1112, 1111.
Группой симметрии октаэдра является Oh с порядком 48, трёхмерная гипероктаэдральная группа. В подгруппы этой группы входят D3d (порядка 12), группа симметрии треугольной антипризмы, D4h (порядка 16), группа симметрии квадратной бипирамиды, и Td (порядка 24), группа симметрии полностью усечённого тетраэдра. Эти симметрии можно подчеркнуть путём различного раскрашивания граней.
| Название                   | Октаэдр                      | Полностью усечённый тетраэдр (Тетратетраэдр) | Треугольная антипризма                                              | Квадратная бипирамида             | Ромбическая бипирамида                |
| -------------------------- | ---------------------------- | -------------------------------------------- | ------------------------------------------------------------------- | --------------------------------- | ------------------------------------- |
| Рисунок (Раскраска граней) | (1111)                       | (1212)                                       | (1112)                                                              | (1111)                            | (1111)                                |
| Диаграмма Коксетера        | node_1 · 3 · node · 4 · node | =                                            | node_h · 2x · node_h · 6 · node · node_h · 2x · node_h · 3 · node_h | node_f1 · 2x · node_f1 · 4 · node | node_f1 · 2x · node_f1 · 2x · node_f1 |
| Символ Шлефли              | {3,4}                        | r{3,3}                                       | s{2,6} sr{2,3}                                                      | ft{2,4} { } + {4}                 | ftr{2,2} { } + { } + { }              |
| Символ Витхоффа            | 4 \| 3 2                     | 2 \| 4 3                                     | 2 \| 6 2 \| 2 3 2                                                   |                                   |                                       |
| Симметрия                  | Oh, [4,3], (*432)            | Td, [3,3], (*332)                            | D3d, [2+,6], (2*3) D3, [2,3]+, (322)                                | D4h, [2,4], (*422)                | D2h, [2,2], (*222)                    |
| Порядок                    | 48                           | 24                                           | 12 6                                                                | 16                                | 8                                     |

### Развёртки
Существует одиннадцать вариантов развёртки октаэдра.

### Двойственность
Октаэдр двойственен кубу.

### Огранка
Однородный тетрагемигексаэдр является огранкой с тетраэдральной симметрией правильного октаэдра, сохраняющая расположение рёбер и вершин. Огранка имеет четыре треугольных грани и 3 центральных квадрата.
| Октаэдр | тетрагемигексаэдр |

## Неправильные октаэдры
Следующие многогранники комбинаторно эквивалентны правильному октаэдру. Они все имеют шесть вершин, восемь треугольных граней и двенадцать рёбер, что соответствует один к одному параметрам правильного октаэдра.
- Треугольные антипризмы — две грани представляют собой равносторонние треугольники, лежащие в параллельных плоскостях и имеющие общую ось симметрии. Остальные шесть треугольников равнобедренные.
- Четырёхугольные бипирамиды, в которых по меньшей мере один экваториальный четырёхугольник лежит в плоскости. Правильный октаэдр является специальным случаем, когда все три четырёхугольника являются плоскими квадратами.
- Многогранник Шёнхардта, невыпуклый многогранник, который нельзя разбить на тетраэдры без введения новых вершин.

### Другие выпуклые восьмигранники

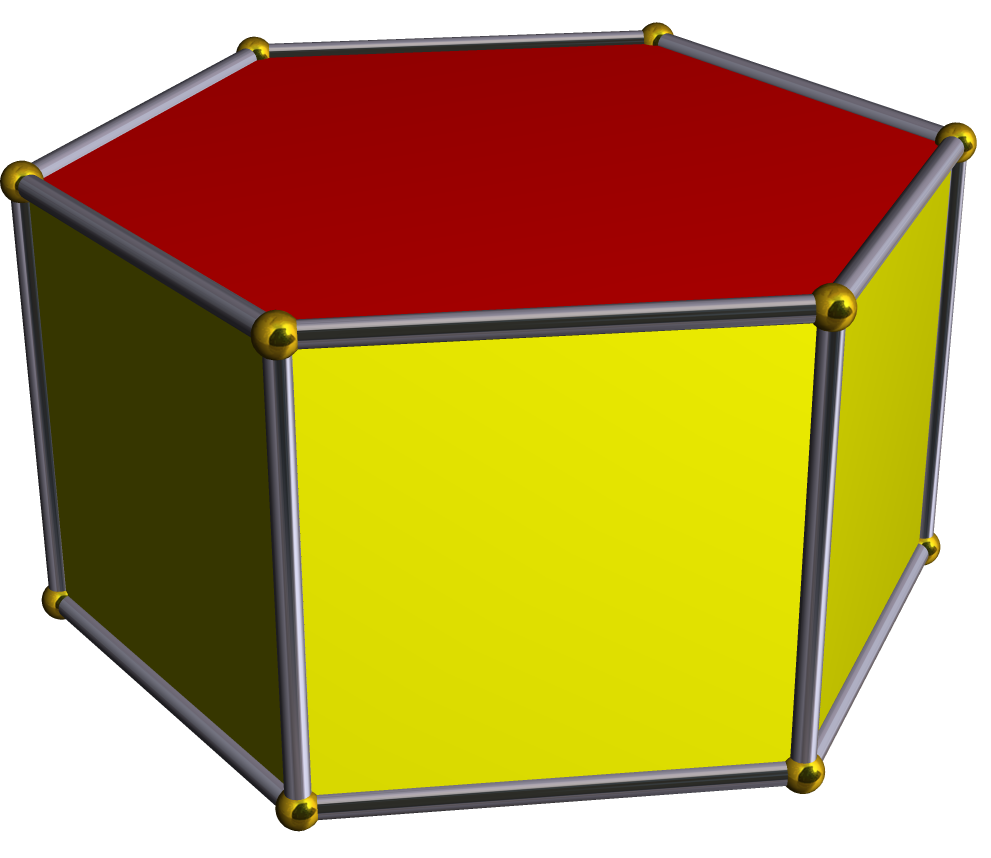
Шестиугольная
призма

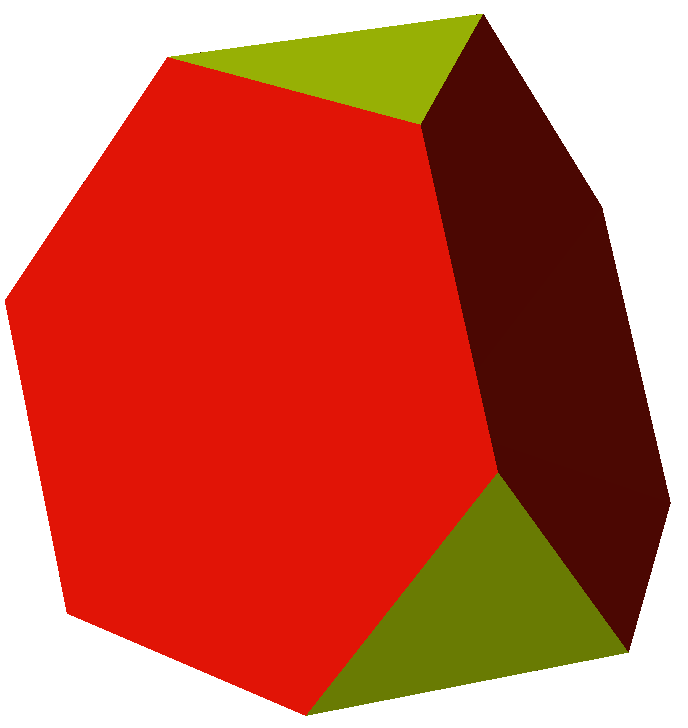
Усечённый
тетраэдр

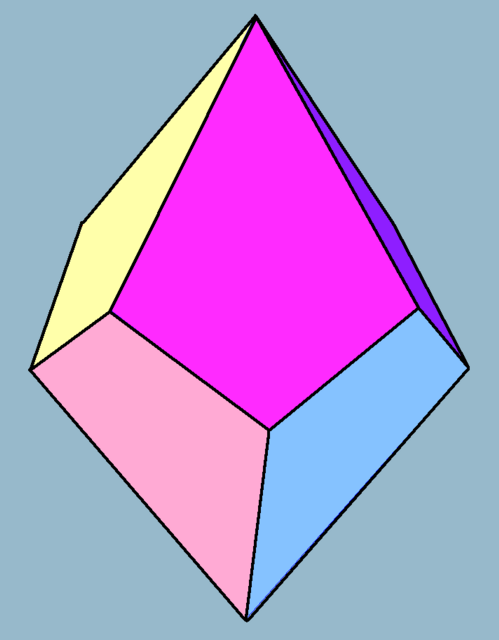
Четырёхугольный
трапецоэдр

В общем случае, октаэдром может называться любой многогранник с восемью гранями. Правильный октаэдр имеет 6 вершин и 12 рёбер, минимальное число для октаэдра. Неправильные восьмигранники могут иметь до 12 вершин и 18 рёбер.
Существует 257 топологически различных выпуклых восьмигранников, исключая зеркальные копии. В частности, имеется 2, 11, 42, 74, 76, 38, 14 восьмигранников с числом вершин от 6 до 12 соответственно. (Два многогранника «топологически различны», если они имеют внутренне различное расположение граней и вершин, так что нет возможности преобразовать одно тело в другое просто изменением длины рёбер или углов между рёбрами или гранями.)
Некоторые известные неправильные восьмигранники:
- Шестиугольная призма: Две грани являются параллельными правильными шестиугольниками, шесть квадратов соединяют соответствующие пары сторон шестиугольников.
- Семиугольная пирамида: Одна грань является семиугольником (обычно правильным), а оставшиеся семь граней являются треугольниками (обычно равнобедренными). Невозможно добиться, чтобы все треугольные грани были равносторонними.
- Усечённый тетраэдр: Четыре грани тетраэдра усекаются до правильных шестиугольников и образуются три дополнительные равносторонние треугольные грани на месте отсечённых вершин.
- Четырёхугольный трапецоэдр: Восемь граней конгруэнтны дельтоидам.

## Октаэдры в физическом мире

### Октаэдры в природе

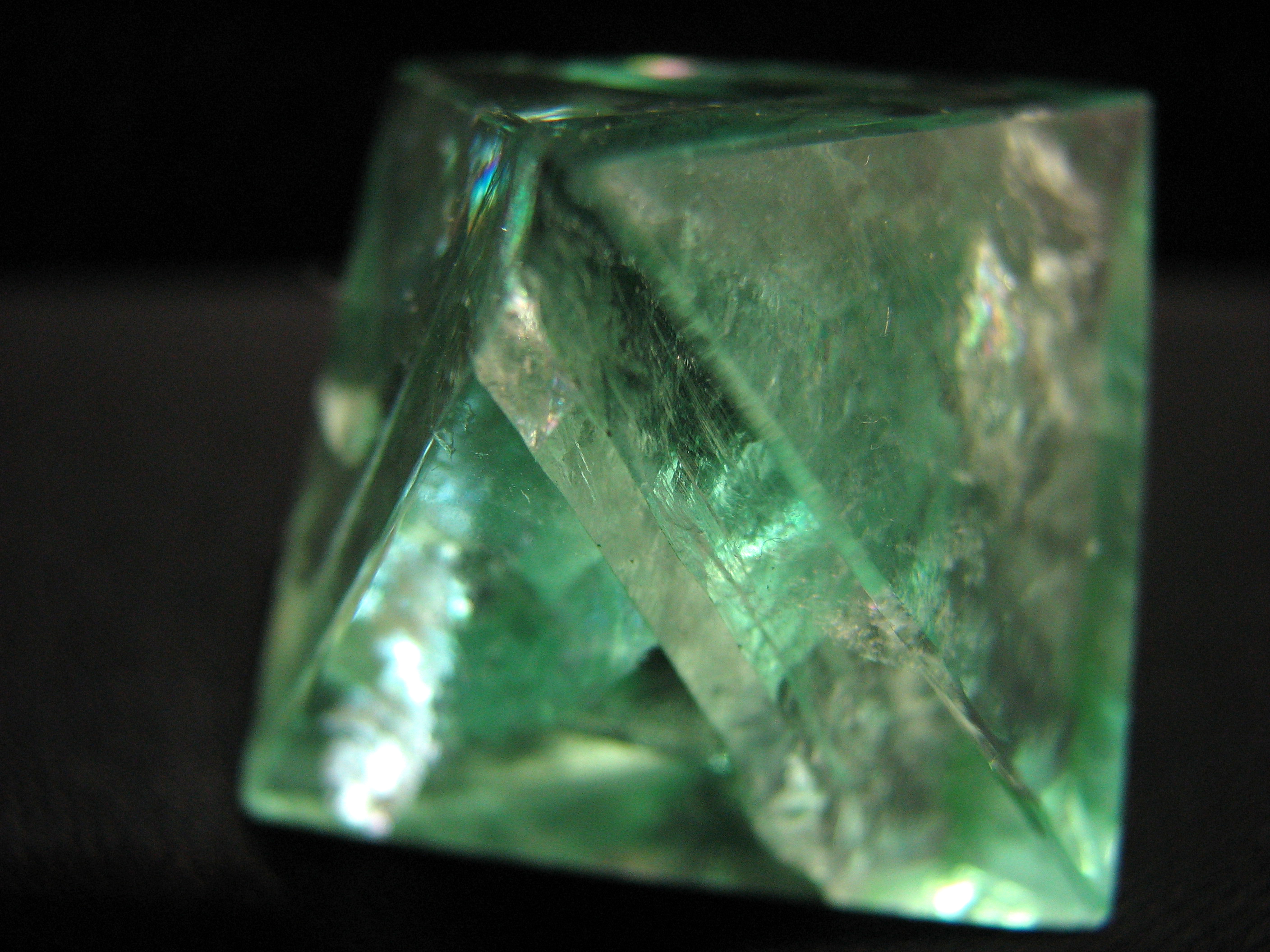
Октаэдр флюорита

- Многие природные кубические кристаллы имеют форму октаэдра. Это алмаз (у которого также спайность по октаэдру)[7], сульфат алюминия-калия, хлорид натрия, перовскит, оливин, флюорит, шпинель.
- Форму октаэдра имеют межатомные пустоты (поры) в плотноупакованных структурах чистых металлов (никеле, меди, магнии, титане, лантане и многих других) и ионных соединений (хлорид натрия, сфалерит, вюрцит и др.).
- Пластины сплава камасита[англ.] в октаэдритных метеоритах расположены параллельно восьми граням октаэдра.

### Октаэдры в искусстве и культуре

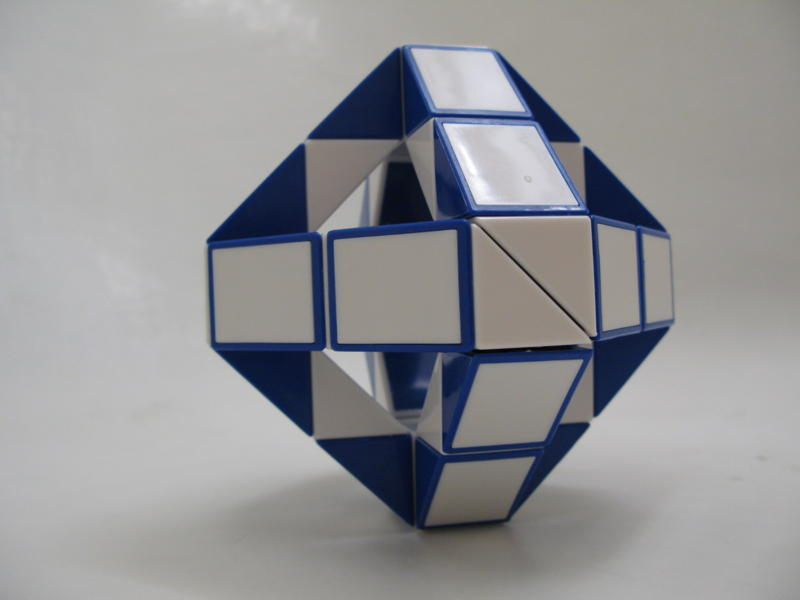
Две одинаково сложенные змейки Рубика могут аппроксимировать октаэдр.

- В играх игральная кость в виде октаэдра известна как «d8».
- Если каждое ребро октаэдра заменить одноомным резистором, общее сопротивление между противоположными вершинами будет составлять 1/2 ома, а между смежными вершинами — 5/12 ома[8].
- Шесть музыкальных нот можно расположить на вершинах октаэдра так, что каждое ребро представляет созвучную пару, а каждая грань — созвучную тройку.
- Противотанковый ёж имеет форму трёх диагоналей октаэдра.

### Тетраэдральная связка
Каркас из повторяющихся тетраэдров и октаэдров изобретён Фуллером в 1950-х и он известен как пространственная рама и считается прочнейшей структурой, сопротивляющейся напряжениям консольной балки.

## Связанные многогранники
Правильный октаэдр можно увеличить до тетраэдра добавлением четырёх тетраэдров на чередующиеся грани. Добавление тетраэдров ко всем восьми граням образует звёздчатый октаэдр.
|          |                    |
| тетраэдр | звёздчатый октаэдр |

Октаэдр принадлежит семейству однородных многогранников, связанных с кубом.
|                              |                                |                              |                                |                              |                                |                                  |                                  |                                |
| node_1 · 4 · node · 3 · node | node_1 · 4 · node_1 · 3 · node | node · 4 · node_1 · 3 · node | node · 4 · node_1 · 3 · node_1 | node · 4 · node · 3 · node_1 | node_1 · 4 · node · 3 · node_1 | node_1 · 4 · node_1 · 3 · node_1 | node_h · 4 · node_h · 3 · node_h | node_h · 3 · node_h · 4 · node |
| {4,3}                        | t{4,3}                         | r{4,3}                       | t{3,4}                         | {3,4}                        | rr{4,3}                        | tr{4,3}                          | sr{4,3}                          | s{3,4}                         |
| Двойственные многогранники   |                                |                              |                                |                              |                                |                                  |                                  |                                |
|                              |                                |                              |                                |                              |                                |                                  |                                  |                                |
| V43                          | V3.82                          | V(3.4)2                      | V4.62                          | V34                          | V3.43                          | V4.6.8                           | V34.4                            | V35                            |

Он также является одним из простейших примеров гиперсимплекса, многогранника, образованного определённым пересечением гиперкуба с гиперплоскостью.
Октаэдр входит в последовательность многогранников с символом Шлефли {3,n}, продолжающейся на гиперболическую плоскость.
| Сферическая | Сферическая | Сферическая | Сферическая | Евклидова | Компактная гипербол. | Компактная гипербол. | Пара- компактная | Некомпактная гиперболическая | Некомпактная гиперболическая | Некомпактная гиперболическая | Некомпактная гиперболическая |
| ----------- | ----------- | ----------- | ----------- | --------- | -------------------- | -------------------- | ---------------- | ---------------------------- | ---------------------------- | ---------------------------- | ---------------------------- |
|             |             |             |             |           |                      |                      |                  |                              |                              |                              |                              |
| 3.3         | 3           | 34          | 35          | 36        | 37                   | 38                   | 3∞               | 312i                         | 39i                          | 36i                          | 33i                          |

### Тетратетраэдр
Правильный октаэдр можно рассматривать как полностью усечённый тетраэдр и может быть назван тетратетраэдром. Это можно показать с помощью раскрашенной в два цвета модели. При этом раскрашивании октаэдр имеет тетраэдральную симметрию.
Сравнение последовательности усечения тетраэдра и его двойственной фигуры:
| Симметрия: [3,3], (*332)     | Симметрия: [3,3], (*332)       | Симметрия: [3,3], (*332)     | Симметрия: [3,3], (*332)       | Симметрия: [3,3], (*332)     | Симметрия: [3,3], (*332)       | Симметрия: [3,3], (*332)         | [3,3]+, (332)                    |
| ---------------------------- | ------------------------------ | ---------------------------- | ------------------------------ | ---------------------------- | ------------------------------ | -------------------------------- | -------------------------------- |
|                              |                                |                              |                                |                              |                                |                                  |                                  |
| node_1 · 3 · node · 3 · node | node_1 · 3 · node_1 · 3 · node | node · 3 · node_1 · 3 · node | node · 3 · node_1 · 3 · node_1 | node · 3 · node · 3 · node_1 | node_1 · 3 · node · 3 · node_1 | node_1 · 3 · node_1 · 3 · node_1 | node_h · 3 · node_h · 3 · node_h |
| {3,3}                        | t{3,3}                         | r{3,3}                       | t{3,3}                         | {3,3}                        | rr{3,3}                        | tr{3,3}                          | sr{3,3}                          |
| Двойственные многогранники   |                                |                              |                                |                              |                                |                                  |                                  |
|                              |                                |                              |                                |                              |                                |                                  |                                  |
| V3.3.3                       | V3.6.6                         | V3.3.3.3                     | V3.6.6                         | V3.3.3                       | V3.4.3.4                       | V4.6.6                           | V3.3.3.3.3                       |

Вышеприведённые тела можно понимать как срезы, ортогональные к длинной диагонали тессеракта. Если расположить эту диагональ вертикально с высотой 1, то первые пять сечений сверху будут на высотах r, 3/8, 1/2, 5/8 и s, где r — любое число в интервале (0,1/4], а s — любое число в интервале [3/4,1).
Октаэдр в качестве тетратетраэдра существует в последовательности симметрий квазиправильных многогранников и мозаик с конфигурацией вершин (3.n)2, проходя от мозаик на сфере к евклидовой плоскости, а затем в гиперболическую плоскость. В орбифолдной нотации симметрии *n32 все эти мозаики являются построениями Витхоффа внутри фундаментальной области симметрии с генерирующими точками на прямом угле области.
| Построение             | Сферическая | Сферическая | Сферическая | Евклидова | Гиперболическая | Гиперболическая | Гиперболическая |
| Построение             | *332        | *432        | *532        | *632      | *732            | *832...         | *∞32            |
| ---------------------- | ----------- | ----------- | ----------- | --------- | --------------- | --------------- | --------------- |
| Квазирегулярные фигуры |             |             |             |           |                 |                 |                 |
| Вершина                | (3.3)2      | (3.4)2      | (3.5)2      | (3.6)2    | (3.7)2          | (3.8)2          | (3.∞)2          |

### Треугольная антипризма
В качестве треугольной антипризмы октаэдр связан с семейством шестиугольной диэдральной симметрии.
| Симметрия: [6,2], (*622)      | Симметрия: [6,2], (*622)       | Симметрия: [6,2], (*622)     | Симметрия: [6,2], (*622)       | Симметрия: [6,2], (*622)     | Симметрия: [6,2], (*622)       | Симметрия: [6,2], (*622)         | [6,2]+, (622)                     | [6,2+], (2*3)                   |
| ----------------------------- | ------------------------------ | ---------------------------- | ------------------------------ | ---------------------------- | ------------------------------ | -------------------------------- | --------------------------------- | ------------------------------- |
|                               |                                |                              |                                |                              |                                |                                  |                                   |                                 |
| node_1 · 6 · node · 2 · node  | node_1 · 6 · node_1 · 2 · node | node · 6 · node_1 · 2 · node | node · 6 · node_1 · 2 · node_1 | node · 6 · node · 2 · node_1 | node_1 · 6 · node · 2 · node_1 | node_1 · 6 · node_1 · 2 · node_1 | node_h · 6 · node_h · 2x · node_h | node · 6 · node_h · 2x · node_h |
| {6,2}                         | t{6,2}                         | r{6,2}                       | t{2,6}                         | {2,6}                        | rr{2,6}                        | tr{6,2}                          | sr{6,2}                           | s{2,6}                          |
| Двойственные им многогранники |                                |                              |                                |                              |                                |                                  |                                   |                                 |
|                               |                                |                              |                                |                              |                                |                                  |                                   |                                 |
| V62                           | V122                           | V62                          | V4.4.6                         | V26                          | V4.4.6                         | V4.4.12                          | V3.3.3.6                          | V3.3.3.3                        |

| Многогранник |          |         |         |         |         |         |         |         |          |          |          |            |
| Мозаика      |          |         |         |         |         |         |         |         |          |          |          |            |
| Конфигурация | V2.3.3.3 | 3.3.3.3 | 4.3.3.3 | 5.3.3.3 | 6.3.3.3 | 7.3.3.3 | 8.3.3.3 | 9.3.3.3 | 10.3.3.3 | 11.3.3.3 | 12.3.3.3 | ...∞.3.3.3 |

### Квадратная бипирамида
| Многогранник |        |        |        |        |        |        |        |        |         |           |
| Мозаика      |        |        |        |        |        |        |        |        |         |           |
| Конфигурация | V2.4.4 | V3.4.4 | V4.4.4 | V5.4.4 | V6.4.4 | V7.4.4 | V8.4.4 | V9.4.4 | V10.4.4 | ...V∞.4.4 |